# フラガラッハ
フラガラッハ（Fragarach）は、ケルト神話に登場する剣。

## 概要
マナナン・マクリルよりルーに与えられた。また、ルー自身が造ったという説もあるが明記されていない。「回答者」「報復者」という意味を持ち、その一撃は鎧で止めることは不可能であるという。さらに、どんな鎖も切り裂くことができるとされる。英語でアンサラー（Answerer）とも呼ばれることもある。和書にあっては応酬丸、応答丸、回答者などといった訳が見られる。
抜こうと思うだけでひとりでに鞘から抜け、ルーの手におさまる。敵に向かって投げれば、剣自らが敵を倒し、ルーの手元に戻ってくる。さらに、フラガラッハによってつけられた傷は治癒されないといった伝承が残されている。